# گورستان صادق‌آباد
قبرستان صادق آباد مربوط به دوره صفوی است و در شهرستان بوانات، بخش سرچهان، دهستان سرچهان، شرق روستای صادق آباد واقع شده و این اثر در تاریخ ۲۸ شهریور ۱۳۸۶ با شمارهٔ ثبت ۱۹۷۱۸ به‌عنوان یکی از آثار ملی ایران به ثبت رسیده است.